# 노르니켈

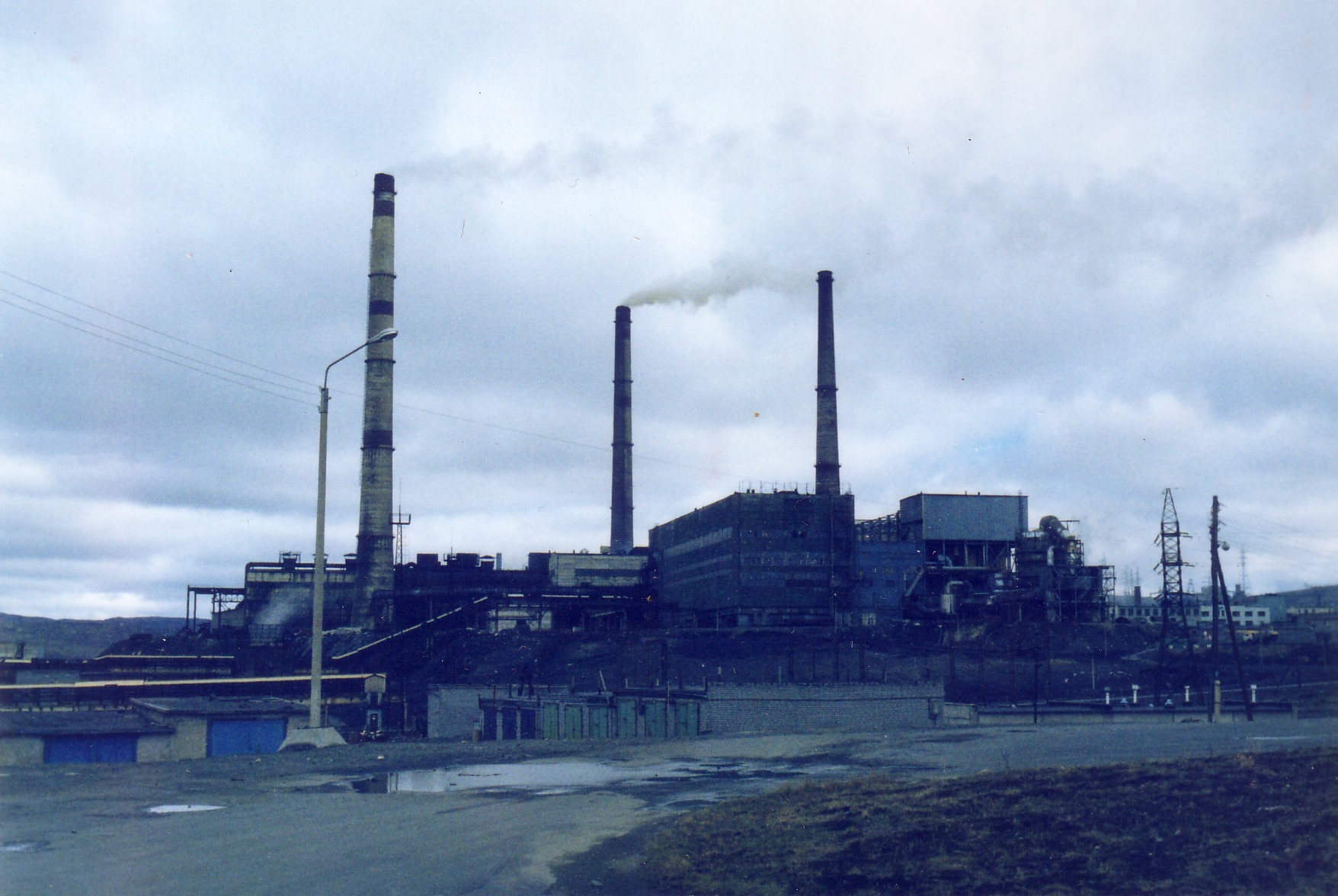

노르니켈(러시아어: Норникель, 영어: Nornickel) 또는 노릴스크 니켈(러시아어: Норильский никель, 영어: Norilsk Nickel) 은 러시아의 비철금속 생산 기업이다. 모스크바에 본사를 둔 노르니켈은 세계에서 가장 큰 정제 니켈 생산 기업이자 11번째로 큰 구리 생산 기업이다. 주로 러시아 북부 노릴스크에서 채굴 및 제련을 한다.

## 같이 보기
- 니켈